# تشيتشي خوار (سقز)
قرية تشيتشي خوار (بالكردية: چیچی خوار) هي إحدى القرى التابعة لـصاحب في ريف قسم زيويه من مقاطعة سقز، في محافظة كردستان الإيرانية.

## السكان
حسب إحصاءات سنة 2006، بلغ إجمالي السكان في تشيتشي خوار 147 نسمة وعدد المساكن 28 مسكن. لغة سكان تشيتشي خوار هي اللغة الكردية و هم من أهل السنة والجماعة والمذهب الشافعي.